# Diconne
Diconne é uma comuna francesa na região administrativa de Borgonha-Franco-Condado, no departamento Saône-et-Loire. Estende-se por uma área de 16,22 km². Em 2010 a comuna tinha 344 habitantes (densidade: 21,2 hab./km²).